# Alabama (banda)
Alabama foi uma banda estado-unidense de música country criada em 1972 em Fort Payne, Alabama e encerrada em 2007.